# Уошингтон-Парк (Флорида)
Уошингтон-Парк (англ. Washington Park) — статистически обособленная местность, расположенная в округе Брауард (штат Флорида, США) с населением в 1257 человек по статистическим данным переписи 2000 года.

## География
По данным Бюро переписи населения США статистически обособленная местность Уошингтон-Парк имеет общую площадь в 1,04 квадратных километров, водных ресурсов в черте населённого пункта не имеется.
Статистически обособленная местность Уошингтон-Парк расположена на высоте 1 м над уровнем моря.

## Демография
| Год переписи         | Нас. |  | %±     |
| -------------------- | ---- |  | ------ |
| 1980                 | 7240 |  | —      |
| 1990                 | 6930 |  | −4,3%  |
| 2000                 | 1257 |  | −81,9% |
| 1980–2000 источники: |      |  |        |

По данным переписи населения 2000 года в Уошингтон-Парк проживало 1257 человек, 298 семей, насчитывалось 410 домашних хозяйств и 470 жилых домов. Средняя плотность населения составляла около 1208,65 человек на один квадратный километр. Расовый состав населённого пункта распределился следующим образом: 0,08 % белых, 98,17 % — чёрных или афроамериканцев, 0,40 % — коренных американцев, 0,08 % — азиатов, 1,27 % — представителей смешанных рас, Испаноговорящие составили 0,64 % от всех жителей статистически обособленной местности.
Из 410 домашних хозяйств в 30,0 % воспитывали детей в возрасте до 18 лет, 32,4 % представляли собой совместно проживающие супружеские пары, в 31,2 % семей женщины проживали без мужей, 27,1 % не имели семей. 22,0 % от общего числа семей на момент переписи жили самостоятельно, при этом 7,3 % составили одинокие пожилые люди в возрасте 65 лет и старше. Средний размер домашнего хозяйства составил 3,07 человек, а средний размер семьи — 3,52 человек.
Население статистически обособленной местности по возрастному диапазону по данным переписи 2000 года распределилось следующим образом: 30,8 % — жители младше 18 лет, 8,4 % — между 18 и 24 годами, 27,6 % — от 25 до 44 лет, 21,6 % — от 45 до 64 лет и 11,7 % — в возрасте 65 лет и старше. Средний возраст жителей составил 35 лет. На каждые 100 женщин в Уошингтон-Парк приходилось 89,9 мужчин, при этом на каждые сто женщин 18 лет и старше приходилось 86,3 мужчин также старше 18 лет.
Средний доход на одно домашнее хозяйство статистически обособленной местности составил 23 516 долларов США, а средний доход на одну семью — 26 528 долларов. При этом мужчины имели средний доход в 21 583 доллара США в год против 18 581 доллар среднегодового дохода у женщин. Доход на душу населения статистически обособленной местности составил 23 516 долларов в год. 24,9 % от всего числа семей в населённом пункте и 28,5 % от всей численности населения находилось на момент переписи населения за чертой бедности, при этом 48,5 % из них были моложе 18 лет и 19,5 % — в возрасте 65 лет и старше.